# 25766 Nosarzewski
25766 Nosarzewski è un asteroide della fascia principale. Scoperto nel 2000, presenta un'orbita caratterizzata da un semiasse maggiore pari a 2,6958061 UA e da un'eccentricità di 0,0942396, inclinata di 1,94224° rispetto all'eclittica.